# EW Большой Медведицы
EW Большой Медведицы (лат. EW Ursae Majoris) — одиночная переменная звезда в созвездии Большой Медведицы на расстоянии приблизительно 2485 световых лет (около 762 парсеков) от Солнца. Видимая звёздная величина звезды — от +11,08m до +9,83m.

## Характеристики
EW Большой Медведицы — эруптивная быстрая неправильная переменная звезда (IS).